# 近森裕佳
近森 裕佳（ちかもり ゆうか、1985年6月26日 - ）は、東京都出身のバスケットボール選手。

## 来歴
國学院久我山高校から早稲田大学を経て、日立に入社。背番号は27。2013-14シーズン終了後に引退を表明。

## 経歴
- 國学院久我山高校 - 早稲田大学 - 日立サンロッカーズ（2008年〜2014年）